# Isomerida longicornis
Isomerida longicornis är en skalbaggsart som beskrevs av Bates 1881. Isomerida longicornis ingår i släktet Isomerida och familjen långhorningar. Inga underarter finns listade i Catalogue of Life.